# Симпсоны (сезон 24)
Двадцать четвёртый сезон мультсериала «Симпсоны» вышел в эфир 30 сентября 2012 года на телеканале Fox и завершился 19 мая 2013 года.

## Список серий
| № общий | № в сезоне | Название                                                                          | Режиссёр           | Автор сценария                     | Дата премьеры    | Произв. код | Зрители в США (млн) |
| --- | ---------- | --------------------------------------------------------------------------------- | ------------------ | ---------------------------------- | ---------------- | ----------- | ------------------- |
| 509 | 1          | «Ерунда чистой воды» «Moonshine River»                                            | Боб Андерсон       | Тим Лонг                           | 30 сентября 2012 | PABF21      | 8,08                |
| Барт ищет свою потерянную возлюбленную Мэри Спаклер в Нью-Йорке. Тем временем Мардж и Лиза ставят собственный спектакль. Приглашённые звёзды: Кен Бёрнс, Зоуи Дешанель, Сара Мишель Геллар, Энн Хэтэуэй, Дон Пардо, Натали Портман, Эл Рокер и Сара Сильверман |            |                                                                                   |                    |                                    |                  |             |                     |
| 510 | 2          | «Дом ужасов 23» «Treehouse of Horror XXIII»                                       | Стивен Дин Мур     | Дэвид Мандель и Брайан Келли       | 7 октября 2012   | PABF17      | 6,57                |
| «The Greatest Story Ever Holed» (с англ. — «Самая притягательна история в мире») — из-за нового изобретения профессора Фринка в небе образуется чёрная дыра, которая засасывает всё в себя. «UNnormal Activity» (с англ. — «Ненормальная активность») — коллекция видеоклипов, показывающая странные явления в доме Симпсонов. Это может быть связано со сделкой, которую когда-то заключила Мардж с дьяволом… «Bart and Homer’s Excellent Adventure» (с англ. — «Отличное приключение Барта и Гомера») — Барт путешествует в прошлое, в 1974 год, чтобы купить комикс за низкую цену. Но действия Барта в прошлом вызывают опасные последствия в будущем: Мардж замужем за Арти Зиффом, а не за Гомером. Приглашённая звезда: Джон Ловитц |            |                                                                                   |                    |                                    |                  |             |                     |
| 511 | 3          | «Риски завести детей» «Adventures in Baby-Getting»                                | Роб Оливер         | Билл Оденкерк                      | 4 ноября 2012    | PABF18      | 5,54                |
| Мардж покупает новый пятиместный автомобиль, но вскоре понимает, что в него все не уместятся, если в семье появится четвёртый ребёнок. Тем временем Барт и его друзья шпионят за Лизой, так как она получает тайные послания и идёт на городские собрания после школы. Приглашённая звезда: Джефф Гордон |            |                                                                                   |                    |                                    |                  |             |                     |
| 512 | 4          | «Прощай, Эйби, прощай» «Gone Abie Gone»                                           | Мэттью Настук      | Джоэль Х. Коэн                     | 11 ноября 2012   | PABF16      | 6,86                |
| Дедушка Эйб сбегает из дома престарелых. Мардж и Гомер ищут его и узнают, что тот раньше работал в ресторане и влюбился в ресторанную певицу Риту ЛяФлюр. В это время Лиза играет в онлайн-покер, используя свои деньги на колледж. Приглашённая звезда: Аника Нони Роуз, Дженнифер Тилли и Марвин Хэмлиш |            |                                                                                   |                    |                                    |                  |             |                     |
| 513 | 5          | «Мелочные парни» «Penny-Wiseguys»                                                 | Марк Киркленд      | Майкл Прайс                        | 18 ноября 2012   | PABF19      | 5,06                |
| Гомер узнаёт, что его товарищ по команде в боулинг, Дэн Гиллик, работает счетоводом Жирного Тони. Тем временем Лиза добавляет в свою вегетарианскую диету насекомых. Приглашённая звезда: Стив Карелл, Джо Мантенья и Алекс Требек |            |                                                                                   |                    |                                    |                  |             |                     |
| 514 | 6          | «Дерево, растущее в Спрингфилде» «A Tree Grows in Springfield»                    | Тимоти Бэйли       | Стефани Гиллис                     | 25 ноября 2012   | PABF22      | 7,46                |
| Лиза выигрывает MyPad для Гомера в школьной лотерее, и Гомер увлекается им, пока тот не ломается. Немного позже Гомер обнаруживает, что на дереве во дворе Симпсонов написано слово «Надежда». Приглашённая звезда: Келси Грэммер |            |                                                                                   |                    |                                    |                  |             |                     |
| 515 | 7          | «День, когда Земля стала крутой» «The Day the Earth Stood Cool»                   | Мэттью Фонан       | Мэтт Сэлман                        | 9 декабря 2012   | PABF20      | 7,44                |
| Гомер хочет выглядеть моложе, «круче», и заводит дружбу с его новыми соседями из Портленда: Теренсом и Эмили. Но Мардж считает их воспитательные методы слишком чрезмерными, а Барт понимает, что их сын, Ти-Рекс, много думает о себе. Приглашённая звезда: Фред Армисен, Кэрри Браунстин, Паттон Освальт и The Decemberists |            |                                                                                   |                    |                                    |                  |             |                     |
| 516 | 8          | «К дворняге, с любовью» «To Cur, with Love»                                       | Стивен Дин Мур     | Кэролин Омайн                      | 16 декабря 2012  | RABF01      | 3,77                |
| Из-за пожара в доме престарелых дедушке Эйбу приходится жить у Симпсонов, и Гомер нехотя откладывает планы на день переезда. Позднее Гомер увлекается новой игрой на планшете «Деревневилль», и сам не замечает, что Маленький Помощник Санты пропал. |            |                                                                                   |                    |                                    |                  |             |                     |
| 517 | 9          | «Гомер отправляется в подготовительную школу» «Homer Goes to Prep School»         | Марк Киркленд      | Брайан Келли                       | 6 января 2013    | RABF02      | 8,97                |
| После запирания в детском развлекательном центре у Гомера происходит душевная травма, так как он видит людей в панике. Позже он знакомится с группой людей, готовящихся к судному дню. Приглашённые звёзды: Морис Ламарш и Том Уэйтс |            |                                                                                   |                    |                                    |                  |             |                     |
| 518 | 10         | «Тест перед попыткой» «A Test Before Trying»                                      | Крис Клементс      | Джоэль Х. Коэн                     | 13 января 2013   | RABF03      | 5,04                |
| Спрингфилдскую начальную школу собираются закрыть из-за крайне низких результатов по контрольной. Но Барт — единственная надежда школы, поскольку контрольную он не делал. В это время Гомер использует парковочные часы, чтобы подзаработать. Приглашённая звезда: Валери Харпер |            |                                                                                   |                    |                                    |                  |             |                     |
| 519 | 11         | «Замена опекуна» «The Changing of the Guardian»                                   | Боб Андерсон       | Роб ЛаЗебник                       | 27 января 2013   | RABF04      | 5,23                |
| После торнадо Мардж и Гомер решают подыскать детям новых опекунов, во избежание худшего. Они обращаются к друзьям и родственникам, включая Герба Пауэлла, но Барту и Лизе нравятся другие: супруги Мэв и Порша. Приглашённые звёзды: Дэнни Де Вито и Рашида Джонс |            |                                                                                   |                    |                                    |                  |             |                     |
| 520 | 12         | «Любовь — это вещь, разбитая на много кусочков» «Love is a Many-Splintered Thing» | Майк Фрэнк Полчино | Тим Лонг                           | 10 февраля 2013  | RABF07      | 4,19                |
| Мэри Спаклер возвращается в Спрингфилд, но попытки Барта привлечь её внимание оказываются безуспешны. Приглашённые звёзды: Зоуи Дешанель, Макс Вайнберг, Роберт Каро и Бенедикт Камбербэтч |            |                                                                                   |                    |                                    |                  |             |                     |
| 521 | 13         | «Едва ли, Кирк» «Hardly Kirk-ing»                                                 | Мэттью Настук      | Том Гаммилл и Макс Просс           | 17 февраля 2013  | RABF05      | 4,57                |
| Барт состригает большую часть волос Милхауса, из-за чего он становится похож на отца, Кирка. Приглашённые звёзды: Кевин Майкл Ричардсон |            |                                                                                   |                    |                                    |                  |             |                     |
| 523 | 14         | «Замечательный дедушка» «Gorgeous Grampa»                                         | Чак Шитс           | Мэтт Сэлман                        | 3 марта 2013     | RABF06      | 4,66                |
| Гомер находит склад дедушки Эйба, и узнаёт, что он когда-то был рестлером «Гламурный Годфри», которого все ненавидели из-за жульничества. |            |                                                                                   |                    |                                    |                  |             |                     |
| 523 | 15         | «Синяк под глаз, пожалуйста» «Black-Eyed, Please»                                 | Мэттью Скофилд     | Джон Фринк                         | 10 марта 2013    | RABF09      | 4,85                |
| Мисс Гувер из-за её депрессии заменяет миссис Кэнтвелл, которая ненавидит Лизу. В это время Нед Фландерс бьёт Гомера в глаз, увидев его с родителями. После чего Неда мучает совесть. Приглашённые звёзды: Тина Фей и Ричард Докинз |            |                                                                                   |                    |                                    |                  |             |                     |
| 524 | 16         | «Суд Тёмного рыцаря» «Dark Knight Court»                                          | Марк Киркланд      | Билли Кимбалл и Иан Макстон-Грэхэм | 17 марта 2013    | RABF10      | 4,89                |
| Лиза должна защищать Барта в детском суде. Между тем Бернс выполняет мечту детства стать супергероем, а Смитерс платит горожанам, чтобы они прикинулись суперзлодеями. Приглашённые звёзды: Джанет Рено |            |                                                                                   |                    |                                    |                  |             |                     |
| 525 | 17         | «Чего хотят анимированные женщины» «What Animated Women Want»                     | Стивен Дин Мур     | Дж. Стюарт Бернс                   | 14 апреля 2013   | RABF08      | 4,11                |
| Гомер вновь пытается завоевать любовь Мардж, а Милхаус — Лизы, используя личность главного героя фильма «Трамвай „Желание“». Приглашённые звёзды: Брайан Крэнстон, Аарон Пол, Ванда Сайкс, Джордж Такеи и Морис Ламарш |            |                                                                                   |                    |                                    |                  |             |                     |
| 526 | 18         | «Проповеднические разногласия» «Pulpit Friction»                                  | Крис Клементс      | Билл Оденкерк                      | 28 апреля 2013   | RABF11      | 4,54                |
| Преподобный Лавджой уходит из церкви, когда появляется новичок — Элайджа Хупер, говорящий только про поп-культуру. А Гомер помогает последнему, служив дьяконом. Приглашённые звёзды: Эдвард Нортон |            |                                                                                   |                    |                                    |                  |             |                     |
| 527 | 19         | «Виски-бизнес» «Whiskey Business»                                                 | Мэттью Настук      | Валентина Гарза                    | 5 мая 2013       | RABF13      | 4,43                |
| Гомер, Мардж, Ленни и Карл скидываются и покупают Мо новый костюм, и в последнем стали видеть хорошего человека. Тем временем Барт заботится об Эйбе, получившем травму, а Лиза жалуется на то, что в джаз-клубе используют голограмму Мёрфи Кровавые Дёсны. Приглашённые звёзды: Сонни Роллинз |            |                                                                                   |                    |                                    |                  |             |                     |
| 528 | 20         | «Потрясающий мошенник» «The Fabulous Faker Boy»                                   | Боб Андерсон       | Брайан МакКоннахи                  | 12 мая 2013      | RABF12      | 4,16                |
| Барт влюбляется в его учительницу музыки, Мардж учит вождению гостя из России, а Гомер пытается скрыть образовавшуюся лысину. Приглашённые звёзды: Джастин Бибер, Билл Хейдер, Джейн Краковски и Патрик Стюарт |            |                                                                                   |                    |                                    |                  |             |                     |
| 529 | 21         | «Сага о Карле» «The Saga of Carl»                                                 | Чак Шитс           | Эрик Каплан                        | 19 мая 2013      | RABF14      | 4,01                |
| Гомер, Мо, Карл и Ленни выигрывают лотерею, но Карл забирает выигранные деньги и улетает в Исландию. Гомер, Мо и Ленни следуют за ним. Приглашённые звёзды: Sigur Rós |            |                                                                                   |                    |                                    |                  |             |                     |
| 530 | 22         | «Опасности в поезде» «Dangers on a Train»                                         | Стивен Дин Мур     | Майкл Прайс                        | 19 мая 2013      | RABF17      | 4,52                |
| Мардж случайно знакомится с мужчиной по имени Бен, и узнаёт, что ему нравится сериал, напоминающий «Аббатство Даунтон». В это время Гомер чинит старый поезд, чтобы отпраздновать его с Мардж годовщину. Приглашённые звёзды: Сет МакФарлейн и Лиза Лампанелли |            |                                                                                   |                    |                                    |                  |             |                     |